# Rambus
Rambus Incorporated bildades 1990 och sysslar med att ta fram nya minneslösningar för datorindustrin. Företaget har ingen egen tillverkningskapacitet utan förlitar sig på att andra skall köpa tillverkningslicenser för deras kretsar. Mest känt är företaget för deras RDRAM som var tänkt att konkurrera med DDR SDRAM. På senare tid har företaget tagit fram en ny minnesteknik som går under namnen XDR DRAM och XDR2 DRAM. Tekniken används bland annat i Playstation 3 och är tänkt att användas i just grafikintensiva sammanhang som spel och video.